# Eisenberg-mátrix
Az Eisenberg-mátrix (angolul: Eisenberg's feeding and substrate matrix) az emlősök által betöltött ökológiai fülkék vagy cellák (macroniche) áttekintését és ábrázolását szolgáló mátrix, amelyet John F. Eisenberg közölt 1981-ben. A mátrix egyes oszlopai a természetes közeghez való életmódbeli alkalmazkodás irányainak, sorai pedig a különböző táplálkozási típusoknak felelnek meg. Az ezek által kijelölt cellák egy-egy ökológiai szerepkört, vagy tágabban értelmezett ökológiai fülkét képviselnek.
Eisenberg a természetes közeghez való életmódbeli alkalmazkodás 8 fő irányát különítette el az emlősök körében. Ezek az irányok  a következők (locomotor/substrate category):
- talajban élő (fossoral)
- ásó (semifossoral)
- vízi v. akvatikus (aquatic)
- szemiakvatikus v. "félig vízi" (semiaquatic)
- repülő (volant)
- talajlakó v. terresztris (terrestrial)
- fára kúszó (scansorial)
- fán élő (arboreal)

A táplálkozási típusokat áttekintve a klasszikus hármas felosztás (növényevő, húsevő v. ragadozó, mindenevő) helyett 16 táplálkozási típust különböztetett meg (dietary/trophic category):
- tintahal- és halevő (piscivore and squid-eater)
- húsevő (carnivore)
- nektárevő (nectarivore)
- fanedvevő (gumivore)
- rákevő (crustacivore and clam-eater)
- hangyaevő (myrmecophage)
- repülő rovarokkal táplálkozó (aerial insectivore)
- lombböngésző rovarfogyasztó (foliage-gleaning insectivore)
- rovarfogyasztó / mindenevő (insectivore/omnivore)
- gyümölcsevő / mindenevő (frugivore/omnivore)
- gyümölcsevő / magevő (frugivore/grainivore)
- növényevő / hajtást legelő (herbivore/browser)
- növényevő / füvet legelő (herbivore/grazer)
- planktonevő (planktivore)
- vérrel táplálkozó (sanguivore)

A közeghez való alkalmazkodás 8, illetve a táplálkozás 16 típusa elvileg 128 cellát, vagyis ugyannennyi cellát (macroniche-t) jelölne ki. Ugyanakkor bizonyos típusok együtt nem léteznek. Nincs például olyan planktonevő emlős, amely a talajon, vagy a fákon élne, a vízi emlősök között pedig nem akad olyan, amely repülő rovarokkal táplálkozna. Így az elméletileg lehetséges 128 cellából a valóságban 66 olyan akad, amelyet valóban be is töltenek bizonyos emlősök. A létező celláknak megfelelő cellákat a mátrixban "X" jelöli.
| ↓Táplálkozás / Életmód→      | talajban élő | ásó | vízi | szemiakvatikus | repülő | talajlakó | fára kúszó | fán élő |
| ---------------------------- | ------------ | --- | ---- | -------------- | ------ | --------- | ---------- | ------- |
| tintahal- és halevő          |              | X   | X    | X              | X      |           |            |         |
| húsevő                       | X            | X   | X    | X              | X      | X         | X          | X       |
| nektárevő                    |              |     |      |                | X      |           | X          | X       |
| fanedvevő                    |              |     |      |                |        |           | X          | X       |
| rákevő                       |              |     | X    | X              |        |           |            |         |
| hangyaevő                    | X            | X   |      |                |        | X         | X          | X       |
| repülő rovarokkal táplálkozó |              |     |      |                | X      |           |            |         |
| lombböngésző rovarfogyasztó  |              |     |      |                | X      |           |            |         |
| rovarfogyasztó/mindenevő     | X            | X   |      | X              |        | X         | X          | X       |
| gyümölcsevő/mindenevő        | X            | X   |      | X              | X      | X         | X          | X       |
| gyümölcsevő/magevő           | X            | X   |      | X              |        | X         | X          | X       |
| gyümölcsevő/növényevő        | X            | X   |      | X              |        | X         | X          | X       |
| növényevő/hajtást legelő     | X            | X   |      | X              |        | X         | X          | X       |
| növényevő/füvet legelő       | X            | X   | X    | X              |        | X         | X          |         |
| planktonevő                  |              |     | X    |                |        |           |            |         |
| vérrel táplálkozó            |              |     |      |                | X      |           |            |         |

Az Eisenberg-mátrixban szereplő kategóriákat és cellákat (macroniche-eket) széles körben használják az emlősök ökológiájával kapcsolatban.[forrás?]